# Coupe Ing
La Coupe Ing est une compétition internationale de jeu de go. Elle a été créé par Ing Chang-ki, et porte son nom.

## Organisation
La coupe Ing est sponsorisée par Ing Chang-ki, la fondation Ing, Yomiuri Shimbun, la Nihon Ki-in et la Kansai Ki-in. La coupe Ing est une compétition particulière, qui utilise ses propres règles de jeu, ainsi qu'un komi de 8 points (au lieu de 6.5 ou 7.5 pour la plupart des autres titres).
La coupe Ing a lieu une fois tous les quatre ans, ce qui lui vaut une réputation de « coupe du monde » de go.
Le temps de réflexion est de 3 heures par joueur. Les premiers tours sont à élimination directe, mais les demi-finales se déroulent sur trois parties, et la finale en cinq parties.
Le vainqueur remporte une récompense de 400 000 $, la plus élevée au monde pour un tournoi de go.

## Vainqueurs
| Année | Vainqueur      | Finaliste      | Score |
| ----- | -------------- | -------------- | ----- |
| 1988  | Cho Hunhyun    | Nie Weiping    | 3-2   |
| 1992  | Seo Bongsoo    | Otake Hideo    | 3-2   |
| 1996  | Yoo Changhyuk  | Yoda Norimoto  | 3-1   |
| 2000  | Lee Chang-ho   | Chang Hao      | 3-1   |
| 2004  | Chang Hao      | Choi Cheol-han | 3-1   |
| 2008  | Choi Cheol-han | Lee Chang-ho   | 3-1   |
| 2012  | Fan Tingyu     | Park Junghwan  | 3-1   |
| 2016  | Tang Weixing   | Park Junghwan  | 3-2   |
| 2020  | Shin Jinseo    | Xie Ke         | 2-1   |
| 2024  | Ryo Ichiriki   | Xie Ke         | 3-0   |